# 1976 en république du Congo

## Gouvernement
- Président : Marien Ngouabi
- Premier ministre : Louis Sylvain-Goma

## Événements
- 14 février : le Congo dénonce les conventions pétrolières passées avec les sociétés Elf Congo et Agip et propose l'ouverture de nouvelles négociations à compter du 19 février
- 19 mars : le chef de l'État sort sain et sauf d'un accident d'hélicoptère dans la région de la Cuvette, qui fait deux victimes
- 24 avril : des soldats zaïrois tuent deux personnes à l'île Mbamou
- 3-4 juin : visite du vice-premier ministre cubain Raúl Castro à Brazzaville